# Annickia chlorantha
Annickia chlorantha (Oliv.) Setten & Maas – gatunek rośliny z rodziny flaszowcowatych (Annonaceae Juss.). Występuje naturalnie w Ghanie, południowej części Nigerii, Kamerunie, Gwinei Równikowej, Gabonie, Kongo oraz w północnej Angoli.

## Morfologia
PokrójZimozielone drzewo dorastające do 12–30 m wysokości. Kora ma żółtą barwę.
LiścieMają kształt od podłużnie jajowatego do podłużnie eliptycznego. Mierzą 5–9,5 cm długości oraz 2–7 cm szerokości. Są owłosione od spodu. Nasada liścia jest klinowa lub prawie zaokrąglona. Blaszka liściowa jest o spiczastym wierzchołku. Ogonek liściowy jest owłosiony i dorasta do 3–10 mm długości.
KwiatySą pojedyncze, rozwijają się w kątach pędów. Działki kielicha mają lancetowaty kształt i są nietrwałe. Płatki mają lancetowaty kształt i żółto zielonkawą barwę, są mięsiste, osiągają do 2–3 cm długości. Kwiaty mają owłosione słupki o cylindrycznym kształcie i długości 2–3 mm.
OwoceZebrane po 20 w owocostany. Osiągają 25–28 mm długości i 10–13 mm szerokości. Są mięsiste. Mają czarną barwę.

## Biologia i ekologia
Rośnie w wilgotnych wiecznie zielonych lasach.

## Zastosowanie
Kora tego gatunku jest używana do barwienia mat i tkanin, jak również do produkcji drzwi i ścianek działowych. Jego drewno stosuje się do wytwarzania łopatek. Sok, który jest bogaty w berberyny, ma pewne właściwości lecznicze i organoleptyczne.